# Mohammed Dauda
Mohammed Dauda (20 februari 1998) is een Ghanees voetballer die doorgaans als aanvaller speelt.

## Carrière

### Club
Dauda maakte in januari 2017 de overstap van Asante Kotoko naar RSC Anderlecht, waar hij een contract voor vierenhalf seizoen ondertekende. Anderlecht betaalde, afhankelijk van de bron, 250.000 euro met bonussen tot 400.000 euro voor de Ghanees, die aanvankelijk aansloot bij de beloften. Ook Rapid Wien en SpVgg Greuther Fürth toonden destijds interesse.
Op 4 februari 2018 maakte Dauda, die bij de beloften vlot de weg naar doel vond, zijn officiële debuut voor de Brusselse club: hij mocht van coach Hein Vanhaezebrouck in de slotminuut invallen voor ploeggenoot Ryota Morioka in een thuiswedstrijd tegen KV Mechelen. Twee weken later kreeg hij tegen STVV opnieuw een invalbeurt, ditmaal een van een klein halfuur.
Ondanks een topseizoen bij de beloften bleef de doorbraak bij het eerste elftal aanvankelijk uit. In het overbodige Europese wedstrijd tegen Spartak Trnava kreeg hij wel een basisplaats – en maakte hij best een goede indruk –, maar voor de rest bestond zijn seizoen 2018/19 voornamelijk ook (korte) invalbeurten. In de winterperiode leek hij op weg naar de Spaanse tweedeklasser Cádiz CF, maar op 31 januari 2019 werd bekendgemaakt dat Dauda het seizoen op huurbasis bij Vitesse zou afmaken. Vitesse bedong ook een aankoopoptie van drie miljoen euro in het huurcontract. Dauda scoorde in zestien wedstrijden drie keer Vitesse, maar mede vanwege de hoge aankoopoptie besloot de club op het einde van het seizoen om niet verder te gaan met de Ghanees.
Het seizoen daarop werd Dauda verhuurd aan de Deense ploeg Esbjerg fB. Daar wist hij in alle competities samen vijf keer te scoren. Toen de competitie na de competitiestop vanwege de coronapandemie werd hernomen, vroeg Dauda aan Anderlecht om de huurovereenkomst met zes weken te verlengen zodat hij het seizoen kon afmaken bij Esbjerg. Ondanks twee goals in de nacompetitie kon Dauda de degradatie van Esbjerg niet afwenden.
In de zomer van 2020 werd Dauda gelinkt aan ADO Den Haag en SD Huesca, maar de Ghanees bleef ditmaal bij Anderlecht. Eind september 2020 testte Dauda positief op het coronavirus, waarna hij twee maanden nodig had om volledig te herstellen. Tussendoor kon hij rekenen op interesse van RCD Mallorca, maar Anderlecht wilde de aanvaller liever niet laten gaan. In januari 2021 verlengde Anderlecht zijn contract tot 30 juni 2023. Anderhalve maand later, op 28 februari 2021, scoorde hij in de competitiewedstrijd tegen Standard Luik (1-3-winst) zijn eerste officiële doelpunt voor Anderlecht.
Tijdens het seizoen 2021-2022 werd de Ghanees verhuurd aan het Spaanse FC Cartagena, een ploeg uit de Segunda División A.  Dit gebeurde op de laatste dag van de transferperiode.  Daar werd hij verenigd met gewezen ploegmaat bij Anderlecht, Andy Kawaya.  Het volgende weekend, op zaterdag 4 september 2021, zou hij zijn debuut maken als basisspeler tijdens de thuiswedstrijd tegen Real Sociedad B.  Zijn eerste doelpunt maakte hij op 3 oktober 2021, de eerredder tijdens een 4-1 nederlaag tegen UD Las Palmas.  De speler zou volledig ontwikkelen bij de Spaanse tweedeklasser en scoorde na Rubén Castro de meeste doelpunten.  Daarom klonken de geluiden harder en harder in verband met een overname en de prijs van 500.000 EUR werd zowel in Spanje als België genoemd.  Het zou er echter nooit van komen.
Daarentegen werd hij voor seizoen 2022-2023 op 22 juli verhuurd aan reeksgenoot CD Tenerife, met een aankoopoptie op het einde van het seizoen.  Hij scoorde reeds zijn eerste doelpunt tijdens de eerste wedstrijd.  Daarenboven ging het over het eerste doelpunt van het nieuwe seizoen en dat in de vijftigste minuut tegen SD Eibar.  Uiteindelijk zou de ploeg deze uitwedstrijd nog met 2-1 verliezen.  De ploeg kende een moeilijke start en verschillende spelers waren reeds uitgevallen door blessures, waarna ook Dauda tijdens de vijfde speeldag tegen UD Ibiza een zware blessure opliep.  De kwetsuur aan zijn lendenwervel zou hem één maand van de speelvelden weg houden.  Op 12 oktober keerde hij terug door tijdens de drieënzestigste minuut in te vallen tegen zijn gewezen club FC Cartagena. Op het einde van het seizoen werd de aankoopoptie gelicht. Tijdens de heenronde van het seizoen 2023-2024 bleef hij tijdens elf wedstrijden scoreloos, waarna hij tijdens de winterstop tot het einde van het seizoen uitgeleend werd aan reeksgenoot CD Eldense.  Tijdens het seizoen 2024-2025 werd hij uitgeleend aan Primera Federación club UD Ibiza.  Tijdens een heel seizoen kon hij zes keer scoren tijdens achttien officiële wedstrijden.

### Clubstatistieken
| Seizoen     | Club           | Competitie         | Competitie | Competitie | Competitie | Beker | Beker | Beker | Internationaal | Internationaal | Internationaal | Totaal | Totaal | Totaal |
| Seizoen     | Club           | Competitie         | Wed.       | Dlp.       | Ass.       | Wed.  | Dlp.  | Ass.  | Wed.           | Dlp.           | Ass.           | Wed.   | Dlp.   | Ass.   |
| ----------- | -------------- | ------------------ | ---------- | ---------- | ---------- | ----- | ----- | ----- | -------------- | -------------- | -------------- | ------ | ------ | ------ |
| 2014/15     | Asante Kotoko  | Premier League     | 11         | 4          | 0          | 0     | 0     | 0     | 2              | 0              | 0              | 13     | 4      | 0      |
| Club Totaal | Club Totaal    | Club Totaal        | 11         | 4          | 0          | 0     | 0     | 0     | 2              | 0              | 0              | 13     | 4      | 0      |
| 2017/18     | RSC Anderlecht | Jupiler Pro League | 2          | 0          | 0          | 0     | 0     | 0     | —              | —              | —              | 2      | 0      | 0      |
| 2018/19     | RSC Anderlecht | Jupiler Pro League | 5          | 0          | 0          | 0     | 0     | 0     | 2              | 0              | 0              | 7      | 0      | 0      |
| Club Totaal | Club Totaal    | Club Totaal        | 7          | 0          | 0          | 0     | 0     | 0     | 2              | 0              | 0              | 9      | 0      | 0      |
| 2018/19     | → Vitesse      | Eredivisie         | 16         | 3          | 1          | 0     | 0     | 0     | —              | —              | —              | 16     | 3      | 1      |
| Club Totaal | Club Totaal    | Club Totaal        | 16         | 3          | 1          | 0     | 0     | 0     | 0              | 0              | 0              | 16     | 3      | 1      |
| 2019/20     | → Esbjerg fB   | Superligaen        | 22         | 4          | 1          | 3     | 1     | 1     | —              | —              | —              | 25     | 5      | 2      |
| Club Totaal | Club Totaal    | Club Totaal        | 22         | 4          | 1          | 3     | 1     | 1     | 0              | 0              | 0              | 25     | 5      | 2      |
| 2020/21     | RSC Anderlecht | Jupiler Pro League | 17         | 1          | 0          | 3     | 0     | 1     | —              | —              | —              | 20     | 1      | 1      |
| 2021/22     | RSC Anderlecht | Jupiler Pro League | 0          | 0          | 0          | 0     | 0     | 0     | 1              | 0              | 0              | 1      | 0      | 0      |
| Club Totaal | Club Totaal    | Club Totaal        | 17         | 1          | 0          | 3     | 0     | 1     | 1              | 0              | 0              | 21     | 1      | 1      |
| 2021/22     | → FC Cartagena | La Liga 2          | 35         | 9          | 3          | 3     | 0     | 0     | —              | —              | —              | 38     | 9      | 3      |
| Club Totaal | Club Totaal    | Club Totaal        | 35         | 9          | 3          | 3     | 0     | 0     | 0              | 0              | 0              | 38     | 9      | 3      |
| 2022/23     | → CD Tenerife  | La Liga 2          | 21         | 2          | 0          | 0     | 0     | 0     | —              | —              | —              | 21     | 2      | 0      |
| 2023/24     | CD Tenerife    | La Liga 2          | 11         | 0          | 0          | 0     | 0     | 0     | —              | —              | —              | 11     | 0      | 0      |
| Club Totaal | Club Totaal    | Club Totaal        | 32         | 2          | 0          | 0     | 0     | 0     | 0              | 0              | 0              | 32     | 2      | 0      |
| 2023/24     | → CD Eldense   | La Liga 2          | 14         | 0          | 0          | 0     | 0     | 0     | —              | —              | —              | 14     | 0      | 0      |
| Club Totaal | Club Totaal    | Club Totaal        | 14         | 0          | 0          | 0     | 0     | 0     | 0              | 0              | 0              | 14     | 0      | 0      |
| 2024/25     | → UD Ibiza     | Primera Federación | 18         | 6          | 0          | 0     | 0     | 0     | —              | —              | —              | 18     | 6      | 0      |
| Club Totaal | Club Totaal    | Club Totaal        | 18         | 6          | 0          | 0     | 0     | 0     | 0              | 0              | 0              | 18     | 6      | 0      |
| TOTAAL      | TOTAAL         | TOTAAL             | 172        | 29         | 5          | 9     | 1     | 2     | 5              | 0              | 0              | 186    | 34     | 7      |

Bijgewerkt op 6 augustus 2025

### Nationale ploeg
Op het einde van het succesvolle seizoen 2021-2022 bij FC Cartagena, werd Dauda voor de eerste maal opgeroepen voor de nationale ploeg.